# Cotisation sur la valeur ajoutée des entreprises
La cotisation sur la valeur ajoutée des entreprises (CVAE) est un impôt local créé en France par la loi de finances pour 2010.
À ne pas confondre avec la Cotisation sur la valeur ajoutée (CVA), une proposition de réforme du financement de la Sécurité sociale.
Elle est un composant, avec la cotisation foncière des entreprises (CFE), de la contribution économique territoriale (CET) qui a remplacé la taxe professionnelle. Le calcul de la CVAE a été censuré par le Conseil Constitutionnel le 19 mai 2017.
Le 15 juillet 2020, Bruno Le Maire, ministre de l'Économie, des Finances et de la Relance, annonce vouloir baisser sensiblement la CVAE pour baisser les impôts de production. Cette initiative est contestée par les régions, qui perçoivent une grande partie de cet impôt.
La suppression définitive de la CVAE qui était programmée pour l'année 2024,,, est finalement reportée à 2030.
Les taux d’imposition à la CVAE sont ainsi maintenus pour les années 2025 à 2027 à leur niveau de 2024, soit, pour le taux maximal, 0,28 %. 
Ce taux sera ensuite abaissé à 0,19 % en 2028, 0,09 % en 2029, et la CVAE sera totalement supprimée en 2030.

## Caractéristiques

### Champ d’application et montant
Sont redevables de la CVAE les entreprises dont le chiffre d’affaires est supérieur à 500 000 €. Cependant toutes les entreprises dont le chiffre d’affaires est supérieur à 152 500 €, doivent effectuer la déclaration de valeur ajoutée ainsi que des effectifs salariés pour déterminer la base d'imposition.
La base de la CVAE est la valeur ajoutée fiscale : sa définition diffère de la valeur ajoutée comptable. Cette base est plafonnée à 80 % du chiffre d’affaires pour les contribuables dont le chiffre d’affaires est inférieur à 7,6 millions d'euros et à 85 % dans les autres cas.
Le chiffre d'affaires retenu pour la CVAE diffère aussi du chiffre d'affaires comptable.
Le taux de la CVAE dépend du chiffre d’affaires : Il est par principe de 1,5 % de la valeur ajoutée calculée selon l'article 1586 sexies 4, auquel on applique un dégrèvement prévu aux termes de l'article 1586 quater, soit :
- un taux nul pour les entreprises dont le chiffre d’affaires est inférieur à 500 000 €,
- un taux progressif situé entre 0 et 0,25 % pour les entreprises dont le chiffre d’affaires est compris entre 500 000 € et 3 000 000 €.
- un taux progressif situé entre 0,25 et 0,7 % pour les entreprises dont le chiffre d’affaires est compris entre 3 000 000 € et 10 000 000 €.
- un taux progressif situé entre 0,7 et 0,75 % pour les entreprises dont le chiffre d’affaires est compris entre 10 000 000 € et 50 000 000 €.
- un taux de 0,75 % pour les entreprises dont le chiffre d’affaires est supérieur à 50 000 000 €.

### Établissement et paiement
La CVAE fait l’objet de deux acomptes (au 15 juin et au 15 septembre), basés sur la valeur ajoutée de la dernière déclaration de résultats. La liquidation intervient le deuxième jour ouvré suivant le 1er mai de l’année suivant celle de l’imposition.
À cette même date, une déclaration doit être déposée. Cette déclaration comporte le chiffre d’affaires, la valeur ajoutée et les effectifs par établissement.

## Affectation aux collectivités
Le produit de la CVAE est réparti entre les différents niveaux de collectivités territoriales de la façon suivante (jusqu'en 2016) :
- 26,5 % pour les communes et les intercommunalités ;
- 48,5 % pour les départements ;
- 25 % pour les régions.

Pour les sociétés à établissements multiples, la répartition de l’imposition (qui par nature est calculé au niveau global de la société), se fait au prorata des effectifs déclarés dans chaque établissement.
L'État prendra en charge une partie ou la totalité de la CVAE pour les entreprises dont le chiffre d’affaires est inférieur à 50 millions d'euros.
Si le principe général est qu'une collectivité perçoit le produit de la CVAE versée par les entreprises implantées sur son territoire, l'article 78 de la loi de finances initiale pour 2010 a prévu la création en 2011 de fonds de péréquation de la CVAE entre les régions d'une part, entre les départements d'autre part. Ces fonds recevront 25 % du produit de la CVAE versée par ces collectivités et la leur redistribueront selon des critères liés non à l'implantation des entreprises mais à la population et aux charges supportées par les collectivités, notamment :
- l'effectif des élèves scolarisés et la superficie pour les régions ;
- le nombre de bénéficiaires de minima sociaux et la longueur de la voirie départementale pour les départements.

Faisant suite à des transferts de compétences des départements vers les régions (Loi NOTRe), la loi de finances pour 2016 modifie la répartition de la CVAE entre les départements et les régions. La nouvelle répartition est la suivante à compter du 1er janvier 2017 :
- 26,5 % pour les communes et les intercommunalités (inchangé) ;
- 23,5 % pour les départements ;
- 50 % pour les régions.

Depuis la loi de finances de 2021 et la baisse de 50% des impôts de production, la CVAE n'est plus perçue par les régions. En effet, la part régionale correspondait à 50% de la CVAE payée par les entreprises.

## Recettes
| Année | Montant       | Source |
| ----- | ------------- | ------ |
| 2010  | 10,3          | —      |
| 2011  | 14,7          | [ 18 ] |
| 2012  | 15,2          | [ 18 ] |
| 2013  | 16,3          | [ 18 ] |
| 2014  | 15,9          | [ 18 ] |
| 2015  | 16,6          | [ 18 ] |
| 2016  | 16,9          | [ 18 ] |
| 2017  | 17,6          | [ 18 ] |
| 2018  | 17,7          | [ 19 ] |
| 2019  | 18,9          | [ 20 ] |
| 2020  | 19,5          | [ 21 ] |
| 2021  | 9,6           | [ 21 ] |
| 2022  | 9,32          | [ 22 ] |
| 2023  | 5,3           | [ 23 ] |
| 2024  | 4,8           | [ 24 ] |
| 2025  | taux maintenu | [ 25 ] |

Remarques :
Le montant 2025 n'est pas encore chiffré précisément dans les documents budgétaires, mais la tendance est à la baisse continue, comme confirmé dans l’exposé général des motifs du PLF 2025.
Dans une note de juin 2019, le Conseil d’analyse économique (CAE) recommande la suppression de la cotisation sur la valeur ajoutée des entreprises (CVAE). Selon les auteurs, Philippe Martin et Alain Trannoy, cette taxe est à la fois complexe à déclarer et source d’inégalités entre entreprises. Bien que la CVAE soit calculée à partir de la valeur ajoutée produite, le taux d’imposition appliqué dépend du chiffre d’affaires. Cela signifie que deux entreprises qui créent autant de richesse peuvent payer des montants très différents selon la taille de leur activité. Par exemple, parmi les entreprises les plus productives, certaines paient un taux de CVAE inférieur à 0,7 %, tandis que d’autres atteignent 1,4 %. Ainsi, une entreprise peut payer deux fois plus qu’une autre pour une richesse créée équivalente.
Depuis 2022, la cotisation sur la valeur ajoutée des entreprises fait l’objet d’une suppression progressive. Le taux maximal, fixé à 0,75 % jusqu’en 2022, a été abaissé à 0,375 % en 2023, puis à 0,28 % en 2024, selon les dispositions de la loi de finances. Ce mouvement a entraîné une baisse significative des recettes associées : le produit attendu de la CVAE est passé d’environ 9,3 milliards d’euros en 2022 à 4,8 milliards en 2024, soit une réduction de près de moitié.